# Saúl Blanch
Saúl Blanch (Buenos Aires, Argentina, 8 de septiembre de 1951) es un cantante de heavy metal conocido por haber pertenecido a la banda Rata Blanca.

## Biografía
En los años setenta formó parte de la banda Plus. 
En 1976 grabaría su primer disco con Plus titulado No pisar el infinito, para el sello TK; luego grabaría Plus (1978) para la RCA Victor, reeditado en 1996 por el sello BMG, re-titulado Melancólica muchacha. 
En 1981, luego de la gira latinoamericana por Colombia, e incluso Estados Unidos, grabaría Escuela de rock 'n' roll, pero sin Julio Sáez, miembro original y guitarrista de los dos primeros discos. 
Disuelto Plus, Blanch pasó a integrar la banda WC con Julio Morano, Sergio Berdichevsky y Guillermo Sánchez, pero no llegarían a grabar discos,  solo unos demos. Luego se disolvió WC y Saúl Blanch entró a la banda Héroes con Julio Soto, el guitarrista que años después grabaría Fiel a sus fieles, aunque después de una par de presentaciones y demos, Blanch dejó la banda.
Luego de esto es llamado por el desprendimiento de Punto Rojo, la banda pre-V8 de Walter Giardino y el "Turco" Andino en batería, más el desprendimiento de WC. Así comenzaron la banda Rata Blanca. 
En 1987 hicieron su debut en el teatro "Luz y Fuerza".
Luego de la partida de Blanch, Rata Blanca probó varios cantantes. Sin embargo, al no conseguir un suplente adecuado para la grabación del primer álbum, volvieron a convocar a Blanch, que grabó todas las voces del primer álbum de la banda, llamado Rata blanca.
Durante su estancia en Rata Blanca, Saúl Blanch participó interpretando algunos de los primeros éxitos del grupo, como «El sueño de la gitana», «Chico callejero», «Rompe el hechizo» o «Solo para amarte» (escritas por Walter Giardino a excepción de la letra de «Solo para amarte», que es de Blanch). Luego de lanzado aquel álbum, Blanch abandonó la banda definitivamente, siendo reemplazado por Adrián Barilari.
En el año 1990, Blanch editó su LP debut como solista: Fiel a sus fieles, presentado con escasa presencia de público en el desaparecido teatro "Arlequines" (de Buenos Aires).
En 2005, Blanch reeditaría este mismo trabajo en CD con un tema extra.
En 2006 lanzó un nuevo álbum ―grabado en Virtual Estudio por Emiliano Obregón― bajo el nombre Saúl Blanch Revancha, titulado Refugiado.
En 2013, Blanch, luego de 23 años, se reunió con sus antiguos compañeros en Rata Blanca para tocar algunos conciertos por los 25 años de la banda.

## Voz
En sus primeros años utilizaba voz de pecho, pero desde sus inicios con Rata Blanca hasta la actualidad utiliza falsete. 

## Discografía

### Solista
1990: Fiel a sus fieles.
- Saúl Blanch: voz
- Julio Soto: guitarras
- Daniel Millán: batería
- Rubén Yáñez: bajo
- Ricardo Arena: teclados

2006: Refugiado (como Saúl Blanch Revancha).
- Saúl Blanch: voz
- Gregorio Blanch: batería, guitarras y teclados
- Orlando Marzorati: guitarras
- Alejandro Ríos: bajo
- Mauro Serra: guitarras

### Con Rata Blanca
1988: Rata Blanca.
- Walter Giardino: guitarra líder
- Saúl Blanch: voz
- Gustavo Rowek: batería
- Sergio Berdichevsky: guitarra rítmica
- Guillermo Sánchez: bajo

### Con Plus
1976: No pisar el infinito.
- Saúl Blanch voz
- Hugo Racca: bajo
- Julio Sáez: guitarra
- Horacio Cacho Darias: batería

1978: Plus (Melancólica muchacha).
- Saúl Blanch: voz
- Hugo Racca: bajo
- Julio Saez: guitarra
- Horacio Cacho Darias: batería

1981: Escuela de rock 'n' roll.
- Saúl Blanch: voz
- Hugo Racca: bajo
- Leon Vanela: guitarra
- Horacio Cacho Darias: batería